# Плейбой под прикрытием
«Плейбой под прикрытием» (фр. Nicky Larson et le Parfum de Cupidon, англ. Nicky Larson and Cupid's Perfume) — французская криминальная комедия, снятая Филиппом Лашо. Это адаптация японской манги и аниме из серии City Hunter автора Цукасы Ходзё, который согласился на адаптацию после прочтения сценария.
Премьера фильма во Франции состоялась 6 февраля 2019 года, в России — 23 мая.

## Сюжет
Ники Ларсон — необычный частный детектив, талантливый боец и снайпер. Его часто призывают решать проблемы, которые никто не может решить. С помощью своего напарника и соседки по квартире Лоры он предлагает своим клиентам несколько услуг. Но, как у профессионала, у него есть главный недостаток — помешанность на представительницах слабого пола, что очень мешает Лоре как в работе, так и в доме.
Один из его клиентов однажды поручает ему защитить «духи Купидона», аромат, который является сильнейшим афродизиаком. В момент встречи с клиентом бандиты пытаются украсть духи. Ники удаётся отбиться и забрать чемодан с духами, но вскоре выясняется, что чемодан был перепутан в момент драки и теперь находится у мимо проходившего мужчины.

## В ролях
| В ролях           | В ролях                                   |
| Актёр             | Роль                                      |
| ----------------- | ----------------------------------------- |
| Филипп Лашо       | Ники Ларсон                               |
| Элоди Фонтан      | Лора Маркони                              |
| Тарек Будали      | Панчо                                     |
| Жюльен Аррути     | Жильбер Скиппи                            |
| Дидье Бурдон      | Доминик Леттелье                          |
| Камел Генфу       | Мамонт                                    |
| Софи Мусель       | Елена Ламберти                            |
| Рафаэль Персонас  | Тони Маркони                              |
| Памела Андерсон   | Джессика Фокс                             |
| Жерар Жюньо       | психиатр                                  |
| Шанталь Ладезу    | тёща Жильбера                             |
| Одри Лами         | жена Жильбера                             |
| Джерри            | Маккори                                   |
| Рем Кериси        | девушка с татуировками                    |
| Паскаль Буассон   | Пако                                      |
| Жером Ле Банне    | Джо                                       |
| Арбен Байрактарай | Чёрные Перчатки                           |
| Акилле Потье      | Жордан, сын Жильбера                      |
| Элиза Башир Бей   | модель                                    |
| Аджа Каба         | модель                                    |
| Ноэми Демель      | модель                                    |
| Лия Кебеде        | дочь профессора                           |
| Дороти            | хозяйка аэропорта (камео)                 |
| Жан-Поль Чезари   | певец на вечеринке Fashion Police (камео) |
| Венсан Ропион     | репортёр                                  |
| Меди Садун        | полиграфист                               |

Многие имена персонажей заимствованы из французского перевода оригинального японского анимационного сериала City Hunter, где они были адаптированы под более привычные имена для французского зрителю (Рё Саэба → Ники Ларсон, Каори Макимура → Лора Маркони и т.д.). При этом при переводе фильма на японский язык японский локализатор провёл обратную замену.